# Андерсон, Уэнделл
Уэнделл Ричард «Уэнди» Андерсон (англ. Wendell Richard "Wendy" Anderson, 1 февраля 1933, Сент-Пол, Миннесота, США — 17 июля 2016, там же) — американский спортсмен и государственный деятель, серебряный призёр зимних Олимпийских игр в Кортина-д’Ампеццо (1956). Губернатор (1971—1976), сенатор США (1976—1979) от штата Миннесота.

## Биография
В 1954 г. окончил Миннесотский университет с присвоением степени бакалавра искусств. С 1954 по 1957 г. служил в армии США, в 1960 г. в Миннесотском университете получил юридическое образование со степенью бакалавра права. До 1970 г. занимался юридической практикой в родном штате.
С 1951 по 1954 г. на позиции защитника выступал за университетскую хоккейную команду, в 1956 г. на позиции нападающего входил в состав национальной сборной США, которая выиграла серебряные медали на зимних Олимпийских играх в Кортина-д’Ампеццо. В 1972 г. на драфте он был приглашен клубом Всемирной хоккейной ассоциации Minnesota Fighting Saints в его состав, что было расценено как рекламный ход.
С 1959 по 1962 г. был членом Палаты представителей, а с 1963 по 1970 гг. — Сената штата Миннесота.
В 1971—1976 гг. — губернатор Миннесоты. Его основным достижением на этом посту считается «Миннесотское Чудо 1971 года», инновационную реформу в финансировании государственных школ штата Миннесота и местных органов власти, которая создала более справедливое распределение в области налогообложения и образования. За эти достижения в 1973 г его портрет был размещен на обложке журнала Time. Также подписал несколько законопроектов, касающихся судебной реформы и поправок в закон об употреблении алкоголя и наркотиков.
После того как Уолтер Мондейл в 1976 г. был избран вице-президентом США подал в отставку с поста губернатора и был назначен членом Сената США от Миннесоты.
В ходе называемой «резни в Миннесоте» в 1978 г. на выборах потерпели поражение почти все представители Демократическо-фермерско-трудовой партии в том числе и он. При этом договоренность Андерсона о назначении себя в Сенат — и роль сменившего его на посту губернатора Руди Перпича в этом назначении — считались главными факторами поражений.
Выйдя в отставку, вернулся к юридической практике. В 1984 г. не смог пройти праймериз от Демократической партии для выдвижения кандидатом на пост губернатора Миннесоты.
С 1995 по 2001 г. занимал должность директора и руководителя юридического комитета Turbodyne Technologies Inc. (TRBD) в Карпинтерии, штат Калифорния. В последующие годы его регулярно приглашали выступать в качестве комментатора политических событий в Миннесоте на местные радиостанции.